# Healthwashing
Healthwashing beschreibt betrügerische oder irreführende Werbeaussagen zu Produkten oder Dienstleistungen eines Unternehmens, die einen nicht vorhandenen Gesundheitsbonus suggerieren. Der Vorwurf Healthwashing zu betreiben ist dementsprechend nicht als legitime Werbestrategie aufzufassen, sondern – ebenso wie Greenwashing – als ein Verstoß gegen die sog. Corporate Social Responsibility.

## Hintergründe
Zunehmend erkennen die Konsumenten, welche Bedeutung eine gesunde und vollwertige Ernährungsweise hat und welche Möglichkeiten der Gesundheitsoptimierung damit verbunden sind. Studien weisen darauf hin, dass sich Verbraucher gesund und vollwertig ernähren würden, ihnen aber aufgrund des erhöhten Arbeitszeitaufwandes zunehmend die Zeit dazu fehlt. Zudem ist es eine Tatsache, dass die industrielle Fertigung des Essens kaum einer frischen, vitamin- und mineralstoffreichen, unbelasteten Kost entsprechen kann. Damit kommen dann auch vermehrt unlautere Methoden und unlautere Werbestrategien, wie das sogenannte Healthwashing, zum Einsatz. Healthwashing-Techniken können grob in zwei Kategorien eingeteilt werden. Einerseits existieren substanzielle Aussagen, die greifbare, konkrete Vorteile vermitteln, wie die Konsumenten ihre Gesundheit verbessern bzw. erhalten können. Hierunter fallen etwa Aussagen wie „zuckerfrei“, „fettarm“ oder „ohne Geschmacksverstärker“. Andererseits kommen aber auch assoziative Aussagen zur Anwendung. Hier bedient man sich hauptsächlich die Emotionen ansprechender Bilder, also handelt es sich um nicht greifbare, konkrete Aussagen wie z. B. Etiketten, Plakate oder Werbeanzeigen, auf denen frisches Obst zu sehen ist, obwohl im betreffenden Produkt nichts davon enthalten ist, was durch den Einsatz von künstlichen Aromen möglich geworden ist. Mit Bezugnahme auf die Wirkungspfade nach Kroeber-Riel ist zu erkennen, dass hier über die Ansprache der Emotionen eine Verhaltensänderung bewirkt werden soll, während bei der ersten Kategorie eher die kognitiven Prozesse in Gang gesetzt werden.